# Wincenty Skowroński

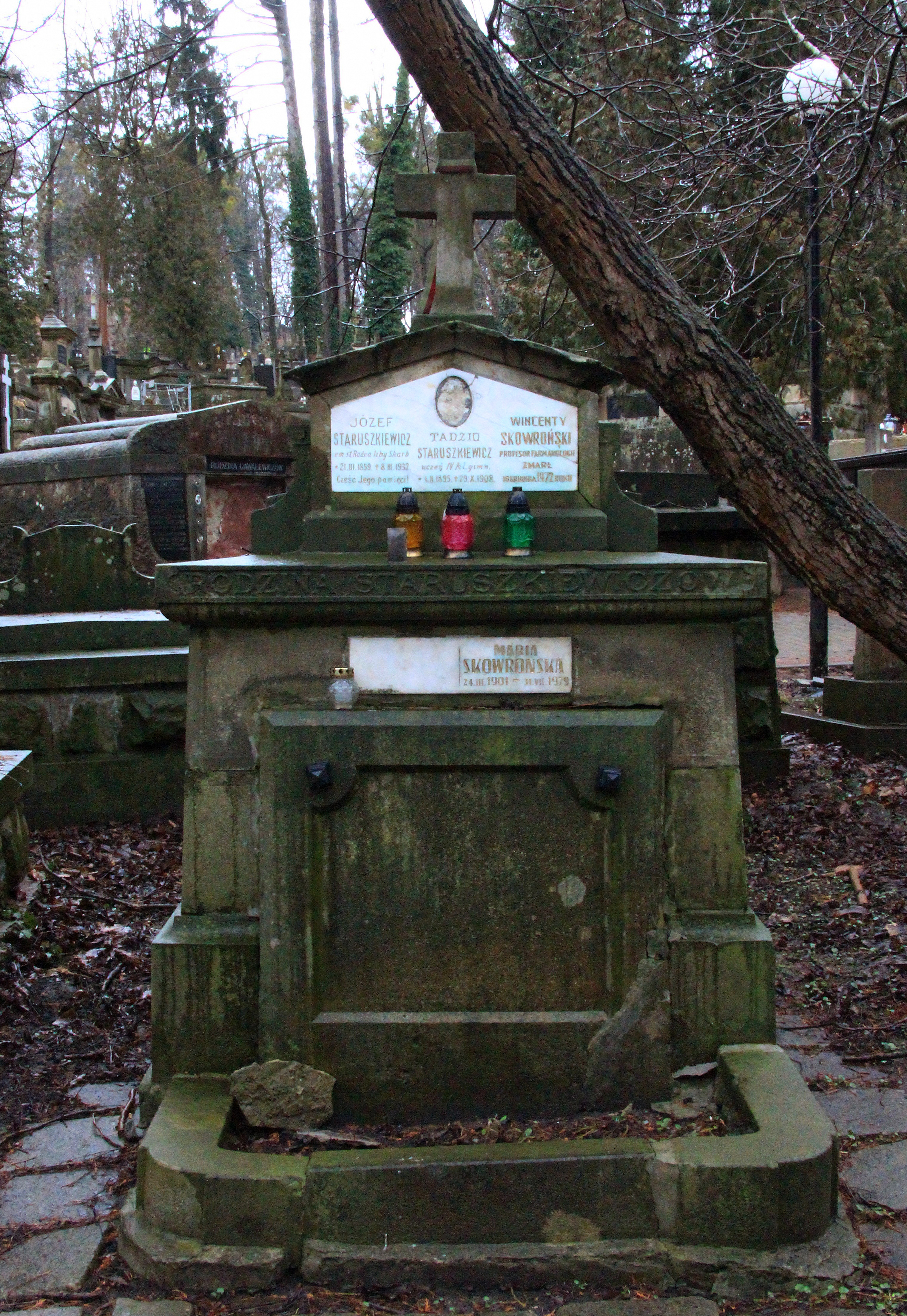

Wincenty Skowroński (ur. 16 lutego 1888 w Bohorodczanach, zm. 18 grudnia 1972 we Lwowie) – polski weterynarz, doktor wszechnauk lekarskich.

## Życiorys
Syn Antoniego Skowrońskiego i Katarzyny z Martyńców. Ukończył gimnazjum w Stanisławowie. Walczył ochotniczo w wojnie polsko-bolszewickiej. Od 1921 był asystentem prof. Wacława Moraczewskiego w Katedrze Chemii, w 1924 ukończył studia medyczne na Uniwersytecie Jana Kazimierza. Następnie studiował na Akademii Medycyny Weterynaryjnej, którą ukończył w 1929. Naukę uzupełniał w Dreźnie i Wiedniu. Zawodowo związał się z lwowską Akademią Medycyny Weterynaryjnej, w 1930 został mianowany docentem, w 1931 zastępcą profesora, a w 1935 profesorem nadzwyczajnym i kierownikiem Zakładu Farmakologii i Toksykologii. Należał do Towarzystwa Przyrodników im. Kopernika, Towarzystwa Biologicznego, Polskiego Towarzystwa Fizjologicznego, Towarzystwa Lekarskiego, Zrzeszenia Weterynarzy Rzeczypospolitej Polskiej. Po 1945 pozostał we Lwowie, wykładał na Akademii do 1971.
Pochowany na Cmentarzu Łyczakowskim.